# Lac-des-Écorces
Lac-des-Écorces es un municipio canadiense situado en la provincia de Quebec.

## Superficie
Lac-des-Écorces tiene una superficie de 144,3 km².

## Demografía
En 2021, tenía 2885 habitantes, una densidad poblacional de 20 hab./km², y 1669 viviendas.